# Цимакуридзе, Кондратий Сократович
Кондратий Сократович Цимакуридзе — советский хозяйственный, государственный и политический деятель.

## Биография
Родился в 1904 году в Амбролаурском районе. Член КПСС с 1930 года.
С 1930 года — на хозяйственной, общественной и политической работе. В 1930—1963 гг. — инспектор сельского хозяйства в одном из районов Грузии, аспирант института народного хозяйства, на ответственных должностях в финансовых органах Грузинской ССР, народный комиссар финансов Грузинской ССР, заместитель председателя Совета Министров Грузинской ССР, заместитель председателя, председатель Госплана Грузинской ССР, председатель Государственного комитета цен Совета Министров Грузинской ССР.
Избирался депутатом Верховного Совета СССР 3-го и 4-го созывов, Верховного Совета Грузинской ССР 1-го, 2-го, 3-го, 4-го, 5-го созывов.
Умер после 1973 года.